# Odlotowcy Go Jetters!
Odlotowcy Go Jetters! (ang. Go Jetters! 2015) – brytyjski serial animowany dla dzieci. Polska premiera odbyła się 2 maja 2016 roku na kanale CBeebies.

## Obsada
- Tommie Earl Jenkins - Ubercorn
- Akie Kotabe - Kyan
- Syrus Lowe - Lars
- John Hasler - Foz
- Pilar Orti - Xuli
- Naomi McDonald - Jetpad

## Fabuła
Bohaterami tej barwnej animacji są Xuli, Kyan, Lars i Foz, podróżujący po całym świecie w towarzystwie swojego nauczyciela, opiekuna i przyjaciela — niesamowitego,     imprezowego jednorożca o imieniu Ubercorn.

## Wersja polska
W wersji polskiej wystąpili:
- Bogdan Smagacki - Megarożec
- Mikołaj Mikołajewski - Arcymistrz Psuj
- Karol Szałapski - Foz
- Tomasz Kobiela - Lars
- Wojciech Stachura - Kyan
- Katarzyna Kozieł - Xuli

- Aleksandra Lis - Jet Pad

i inni
Dialogi: Aleksandra Lis
Realizacja dźwięku: Karolina Kinder
Kierownictwo produkcji: Paweł Żwan
Opracowanie wersji polskiej: Studio Tercja Gdańsk dla Hippeis Media International